# Condado de Saint Mary
El condado de Saint Mary es un condado ubicado en el estado de Maryland.
En 2000, su población es de 86.211 habitantes. Su sede está en Leonardtown. Lleva el nombre de María, madre de Jesús.
El condado es parte del Área metropolitana de Washington-Baltimore.

## Historia
El asentamiento de Maryland del Barón de Baltimore se inició con la llegada desde Inglaterra a la Isla de St. Clement en el Río Potomac en lo que ahora es el sudoeste del Condado de St. Mary el 25 de marzo de 1634 (este día es celebrado anualmente como el Día de Maryland). Los pasajeros llegaron en dos barcos el Ark y el Dove, que habían partido de la Isla de Wight el 22 de noviembre de 1633.
El Condado de St. Mary fue el primer condado en establecerse en Maryland, en 1637, probablemente por orden del gobernador.
La sede del condado y la capital del estado eran St. Mary's City.

## Leyes y gobierno
El Condado de St. Mary es gobernado por comisionados del condado, que es la forma tradicional de gobierno de los Condados de Maryland.

## Geografía
El condado tiene orilla en la Bahía de Chesapeake y cruzan los ríos Patuxent, Potomac y Wicomico.

## Demografía
Según el censo de 86.211, el condado cuenta con 8.361 habitantes, 5.443 hogares y familias que residentes. La densidad de población es de 29 hab/km² (76 hab/mi²). There are 10.092 housing units at an average density of 12 persons/km² (31 persons/mi2). La composición racial de la población del condado es 56,37% Blanca, 41,10% Afroamericana, 0,37% Nativa americana, 0,47% Asiática, 0,02% De las islas del Pacífico, 0,48% de Otros orígenes y 1,20% de dos o más razas. El 1,35% de la población es de origen Hispano o Latino cualquiera sea su raza de origen.
De los 8.361 hogares, en el 25,90% viven menores de edad, 46,10% están formados por parejas casadas que viven juntas, 15,10% son llevados por una mujer sin esposo presente y 34,90% no son familias. El 29,40% de todos los hogares están formados por una sola persona y 12,90% incluyen a una persona de más de 65 años. El promedio de habitantes por hogar es de 2,37 y el tamaño promedio de las familias es de 2,92 personas.
El 18,50% de la población del condado tiene menos de 18 años, el 15,70% tiene entre 18 y 24 años, el 29,50% tiene entre 25 y 44 años, el 22,20% tiene entre 45 y 64 años y el 14,20% tiene más de 65 años de edad. La mediana de la edad es de 36 años. Por cada 100 mujeres hay 114,60 hombres y por cada 100 mujeres de más de 18 años hay 119,10 hombres.
La renta media de un hogar del condado es de $29.903, y la renta media de una familia es de $37.643. Los hombres ganan en promedio $27.496 contra $23.035 por las mujeres. La renta per cápita en el condado es de $15.965. 20,10% de la población y 15,00% de las familias tienen entradas por debajo del nivel de pobreza. De la población total bajo el nivel de pobreza, el 28,40% son menores de 18 y el 19,10% son mayores de 65 años.

## Pueblos y CDP
El condado de Saint Mary incluye una municipalidad, oficialmente clasificada como pueblo: 
1. Leonardtown, sede del condado (desde 1858).

Lugares designados por el Censo:
1. California
2. Charlotte Hall
3. Golden Beach
4. Lexington Park

Lugares no designados por el Censo:
1. Abell
2. Avenue
3. Beachville-St. Inigoes
4. Bushwood
5. Callaway
6. Chaptico
7. Clements
8. Coltons Point
9. Compton
10. Dameron
11. Drayden
12. Great Mills
13. Helen
14. Hollywood
15. Loveville
16. Maddox
17. Mechanicsville
18. Morganza
19. Park Hall
20. Piney Point
21. Redgate
22. Ridge
23. St. Inigoes
24. St. Mary's City
25. Scotland
26. Tall Timbers
27. Valley Lee